# Paramelomys platyops
Paramelomys platyops — вид гризунів родини мишевих (Muridae). Зустрічається в Індонезії та Папуа-Новій Гвінеї. живе в низовинах і в нижніх частинах гір до висоти 1000 метрів.

## Морфологічні особливості
Цей гризун має довжину без хвоста від 130 до 155 мм, довжину хвоста від 105 до 125 мм, вагу від 65 до 102 грамів. Типовим є коротке і густе сріблясто-сіре хутро зверху, а знизу світло-сіре. Хвіст здається голим, хоча на кожній лусочці є тонке волосся.

## Спосіб життя
Нічні особини пересуваються в основному по землі і ловлять комах.